# Antics districtes de València

Estat previ de la ciutat de València i municipis circundansts (1840)

Abans de l'actual divisió administrativa de València en els actuals districtes, van haver-hi una altra divisió territorial i administrativa de la ciutat de València alhora que s'annexionava diferents municipis del seu entorn. Durant aquest període, els barris no tingueren mai un reconeixement formal i la divisió inferiror al districte fou la secció censal.

## Parròquies medievals (1238-1769)
| #    | Parròquia      | Població (1610) | Equivalent (barris) | Muralles de València |
| I    | Santa Maria    | 2.000           | La Seu              | Muralles de València |
| II   | Santa Caterina | 4.000           | La Seu, El Mercat   | Muralles de València |
| III  | Sant Miquel    | 2.000           | El Carme            | Muralles de València |
| IV   | Santa Creu     | 4.500           | El Carme            | Muralles de València |
| V    | Sant Bartomeu  | 1.400           | El Carme            | Muralles de València |
| VI   | Sant Nicolau   | 2.200           | La Seu              | Muralles de València |
| VII  | Sant Llorenç   | 2.000           | La Seu              | Muralles de València |
| VIII | Sant Salvador  | 1.000           | La Seu              | Muralles de València |
| IX   | Sant Esteve    | 4.502           | La Xerea            | Muralles de València |
| X    | Sant Andreu    | 3.351           | Sant Francesc       | Muralles de València |
| XI   | Sant Tomàs     | 2.000           | La Xerea            | Muralles de València |
| XII  | Sant Martí     | 8.000           | Sant Francesc       | Muralles de València |
| XIII | Sant Joan      | 15.000          | El Mercat           | Muralles de València |

## Els 4 quarters (1769-1887)
| #   | Quarter     | Barris | Illes | Població | Barris actuals | Muralles de València |
| I   | Serrans     | 8      | 89    | n/a      | La Seu         | Muralles de València |
| II  | Mercat      | 8      | 116   | n/a      | El Mercat      | Muralles de València |
| III | Mar         | 8      | 123   | n/a      | La Xerea       | Muralles de València |
| IV  | Sant Vicent | 8      | 118   | n/a      | Sant Francesc  | Muralles de València |

## Els 10 districtes (1887-1940)
| #  |  | Districte    | Població (1939) | Districtes actuals                                       | Mapa |
| 1  |  | Centre       | 18.154          | Ciutat Vella                                             | Mapa |
| 2  |  | Audiència    | 18.446          | Ciutat Vella                                             | Mapa |
| 3  |  | Universitat  | 18.588          | Ciutat Vella                                             | Mapa |
| 4  |  | Teatre       | 51.610          | Ciutat Vella, Eixample                                   | Mapa |
| 5  |  | Hospital     | 40.734          | Ciutat Vella, Extramurs, Patraix, Quatre Carreres, Jesús | Mapa |
| 6  |  | Misericòrdia | 37.889          | Ciutat Vella, Extramurs, Patraix, l'Olivereta            | Mapa |
| 7  |  | Museu        | 30.029          | Ciutat Vella, la Saïdia, Campanar, Benicalap, Rascanya   | Mapa |
| 8  |  | Russafa      | 79.017          | Eixample, Quatre Carreres, Poblats Marítims              | Mapa |
| 9  |  | Vega         | 69.937          | El Pla del Real, Benimaclet, Algirós, Camins al Grau     | Mapa |
| 10 |  | Port         | 28.247          | Poblats Marítims                                         | Mapa |

## Franquisme (1940-1979)
| Districte | Població (1978) | Equivalent   |
| --------- | --------------- | ------------ |
| Botànic   | 105.707         | n/a          |
| Catedral  | 23.285          | Ciutat Vella |
| Devesa    | 90.482          | n/a          |
| Exposició | 175.277         | n/a          |
| Gran Via  | 32.142          | n/a          |
| Jesús     | 109.194         | n/a          |
| Marítim   | 112.580         | n/a          |
| Patriarca | 26.532          | Ciutat Vella |
| Russafa   | 30.650          | n/a          |
| Saïdia    | 79.548          | n/a          |